# Domenico Pino
Pour les articles homonymes, voir Pino (homonymie).
Domenico Pino, né le 8 septembre 1760 à Milan et mort le 29 mars 1826 à Cernobbio, est un militaire italien qui a servi comme général de division dans la grande armée de Napoléon.

## Biographie
Domenico Pino est né à Milan de Francesco Lonati et Margherita. Il fréquente le collège Gallio à Côme et rejoint l'armée du duché de Parme en qualité de capitaine de la cavalerie. D'un caractère impétueux et déterminé, il embrasse avec ardeur la cause de la Révolution française en 1796, en s'enrôlant comme grenadier de la légion lombarde, formée par Napoléon dans le cadre de son armée d'Italie en octobre 1796. Il connait une progression fulgurante en raison de ses états de service exceptionnels, Pino est commandant de bataillon un mois plus tard, puis colonel le 25 février 1797, général de brigade le 16 décembre 1798, et général de division, le plus haut grade dans la Légion, en 1800. Il prit pour aide de camp le littérateur Foscolo, grand partisan de l'indépendance italienne.
Il paraît que dès lors le général Pino songeait à profiter des circonstances pour rendre l'Italie indépendante. Il en fut soupçonné dès 1798, lorsqu'il commandait à Pesaro avec le général Lahoz, son ami. Par suite de ce soupçon, le général Montrichard, qui commandait à Bologne, enjoignit à ces deux officiers de quitter leur commandement. Lahoz ne céda point et se mit résolument à la tête d'une insurrection contre les Français. Pino, au contraire, vint trouver le général Monnier qui commandait à Ancône, montra dès lors un dévouement sans bornes à Napoléon Bonaparte et contribua à la défense d'Ancône.
Capturé à Ancône en 1799, il est libéré sous conditions et ne participe pas à la bataille de Marengo en 1800, mais il est identifié au commandement d'une division lors de la campagne de Toscane en 1800 et 1801.
Lors de la constitution par Napoléon de la République italienne en janvier 1802 Bonaparte chargea le général Pino du commandement de la Romagne.
Pino devient ministre de la guerre le 13 août 1804 poste qu'il conserve après la création royaume d'Italie, le 17 mars 1805.
Cette même année, Pino fut remplacé au ministère par Caffarelli et retourna commander sa division sous les ordres de Napoléon. Il s'y distingua par sa bravoure et son intelligence.
Pino est nommé commandant de la garde italienne de Napoléon de 1806 à 1815, fonction qu'il n'exerce pas en raison des postes qu'il occupe à l'étranger. Il commande une division italienne en Prusse en 1807, et la 2e division italienne en Espagne de 1808 à 1810. Le 12 avril 1809, il est nommé comte du royaume d'Italie et le 9 mars 1810, comte de l'Empire français.
Pino commande la 15e division italienne lors de la campagne de Russie en 1812. La 15e division est affectée au IVe Corps, qui est en grande partie composée de soldats italiens, et est commandé par le vice-roi d'Italie, Eugène de Beauharnais. Au cours de la retraite de Russie, Pino participe à la bataille de Maloyaroslavets le 24 octobre 1812, au cours de laquelle son frère Giacomo est tué. Sur les 27 000 Italiens qui envahirent la Russie, seulement 1 000 rentrèrent.
II resta attaché à la Grande Armée jusqu'à l'automne de 1813. L'Empereur l'envoya en Italie pour soutenir les efforts du vice-roi contre les progrès de l'Autriche. On vit le général Pino manœuvrer à la tête de sa division dès le 15 septembre sur la Lippa, sur Adelsberg et Fiume. Après avoir recueilli quelques troupes à Bologne, il marcha contre les Autrichiens qui avaient débarqué sur le Pô près de Volano.
Après l'abdication de Napoléon au début de l'année 1814, Eugène envisage de monter sur le trône d'Italie pour succéder à Napoléon mais sans succès. En 1813, Pino commande les forces destinées à défendre l'Italie et soutient le parti de Joachim Murat contre Eugène de Beauharnais. Le parti pro-autrichien remporte la lutte d'influence qui conduit à la création d'un gouvernement provisoire le 22 avril, dont Pino est membre, il est par ailleurs nommé commandant en chef des forces armées.
Les troupes autrichiennes étant entrées dans Milan peu de jours après, et le feld-maréchal de Bellegarde s'étant mis à la tête de la régence, l'influence du général Pino cessa; il fut mis à la retraite avec une pension de 3 000 florins.
Au mois de décembre suivant, le général Bellegarde fit arrêter le général Théodore Lechi et un aide-de-camp du général Pino que celui-ci avait envoyé, dit-on, au roi de Naples pour l'engager à employer ses armées au maintien du royaume d'Italie dont il lui offrait la couronne. Il est certain que l'indépendance de l'Italie a toujours été la pensée du général Pino, dont l'esprit inconstant et le caractère ambitieux ont balancé les bonnes intentions.
Pino se retire dans sa maison de Cernobbio près du lac de Côme où il vivra jusqu'à sa mort.